# Llibre de Sent Soví
«Llibre de Sent Soví» — каталонская поваренная книга XIV века, один из старейших европейских сборников рецептов. Как правило, датируется 1324 годом. Её текст сохранился в двух манускриптах — рукописи из Валенсии и рукописи из Барселоны. Книга содержит многочисленные рецепты супов, выпечки, соусов, десертов, а также нескольких блюд из морепродуктов.
Личность автора книги не установлена, в самой книге написано только, что это шеф-повар английского короля Эдуарда II. Судя по тому, что рецепты происходят из средиземноморской кухни, а не английской, он, возможно, был каталонцем, служащим при английском дворе. Также не известно, что означает Sent Soví в названии книги.
В качестве ингредиентов блюд используется мясо (в том числе дичь и птица), апельсин и миндаль.
Заметно выраженное влияние арабской кухни. Она, в свою очередь, тоже повлияла на кулинарное искусство того времени, в частности, её рецепты появляются в итальянских кулинарных книгах XV века (Libro di arte coquinaria и De honesta voluptate et valetudine Бартоломео Платины). Некоторые блюда из Llibre de Sent Soví, в немного измененном виде, присутствуют в современной каталонской кухне.
В 2010 году был издан перевод Libre de Sent Sovi на польский язык (Kraków, Historia Iagellonica, tłum. i oprac. Rafał Hryszko).